# Babe Ruth

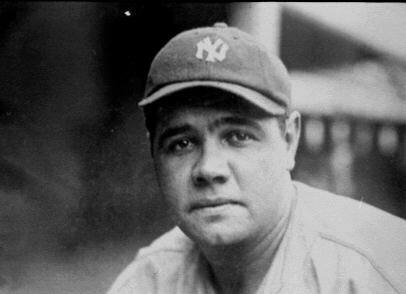
Babe Ruth

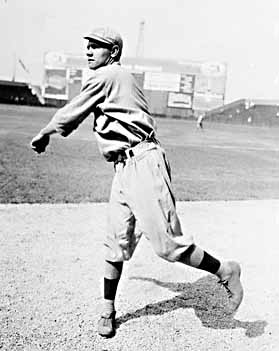
Babe Ruth speelt voor de Boston Red Sox

George Herman "Babe" Ruth Jr. (Baltimore, 6 februari 1895 – New York, 16 augustus 1948) was een Amerikaans honkballer. Ruth bracht zijn jeugd door in een internaat, waar hij kennismaakte met de honkbalsport. Hij had het moeilijk op het internaat en een broeder liet hem honkballen, een sport waar hij veel aanleg voor bleek te hebben.
Op 27 februari 1914 tekende Ruth zijn eerste profcontract. Hij tekende bij de Baltimore Orioles uitkomend in de Minor League. Omdat hij zo jong was, kreeg hij de bijnaam Babe. Hij werd al snel doorverkocht aan de Boston Red Sox waar hij debuteerde in de Major League op 11 juli 1914. In Boston speelde hij ruim vijf jaar waarna hij vertrok naar de New York Yankees. De Yankees werden dankzij Ruth de meest succesvolle ploeg van die tijd.
Ruth was (in 1927) de eerste speler die zestig homeruns in één seizoen maakte - een record dat pas 34 jaar later zou worden gebroken. Hij is nog altijd de enige speler die twee keer drie homeruns in een wedstrijd in de World Series sloeg. Op 30 mei 1935 nam hij afscheid als honkbalspeler bij de Boston Braves.
Ruth geldt in de Verenigde Staten als een van de grootste legendes uit de sportgeschiedenis. In 1998 werd hij door het blad The Sporting News gekozen als de beste honkballer aller tijden. Hij overleed in 1948 aan kanker.
In 2018 werd aan hem postuum de Presidential Medal of Freedom toegekend door president Donald Trump.
In 2004 werd de honkbalknuppel geveild waarmee Ruth de eerste homerun ooit in het Yankee Stadium sloeg. In datzelfde jaar werd een andere knuppel van Ruth verkocht.
In 2005 werd een contract van Ruth dat zijn overgang in 1919 van de Boston Red Sox naar de New York Yankees regelde verkocht voor 1 miljoen dollar.
In 2024 werd een shirt waarmee Babe Ruth zou hebben gespeeld in de derde wedstrijd van de World Series in 1932 geveild voor 24,1 miljoen dollar (zo'n 21,5 miljoen euro). Het is daarmee het duurste sportartikel dat ooit op een veiling is verkocht.
- Bibliothèque nationale de France: cb14223172b (data)
- CiNii: DA0567956X
- Gemeinsame Normdatei: 1050518748
- International Standard Name Identifier: 0000 0000 8436 0580
- Library of Congress Control Number: n79141360
- MusicBrainz: 3c7754fa-76dd-419f-a76f-92dad2f94c5a
- National Archives and Records Administration: 10580232
- Bibliotheek van het Japanse parlement: 00455023
- Nationale bibliotheek van Australië: 35469496
- Nationale Bibliotheek van Israël: 987007457756905171
- Nederlandse Thesaurus van Auteursnamen: 071112995
- SNAC: w6z31zfb
- Système universitaire de documentation: 162484674
- Trove: 964445
- Virtual International Authority File: 25892145
- WorldCat: E39PBJyxp4qKdRw4bqhgMvYXVC